# Acrapex kifanya
Acrapex kifanya is een vlinder van de familie van de uilen (Noctuidae). De wetenschappelijke naam van deze soort is voor het eerst voorgesteld door Bruno Pierre Le Ru in een publicatie uit 2019.
De soort komt voor in Tanzania.